# NGC 1121
NGC 1121 је лентикуларна галаксија у сазвежђу Еридан која се налази на NGC листи објеката дубоког неба.
Деклинација објекта је - 1° 44' 3" а ректасцензија 2h 50m 39,1s. Привидна величина (магнитуда) објекта NGC 1121 износи 12,9 а фотографска магнитуда 13,9. NGC 1121 је још познат и под ознакама UGC 2332, MCG 0-8-30, CGCG 389-32, ARAK 93, PGC 10789.